# Uttar Kalas
Uttar Kalas é uma vila no distrito de South 24 Parganas, no estado indiano de Bengala Ocidental.

## Demografia
Segundo o censo de 2001, Uttar Kalas tinha uma população de 5437 habitantes. Os indivíduos do sexo masculino constituem 51% da população e os do sexo feminino 49%. Uttar Kalas tem uma taxa de literacia de 56%, inferior à média nacional de 59,5%: a literacia no sexo masculino é de 63% e no sexo feminino é de 49%. Em Uttar Kalas, 20% da população está abaixo dos 6 anos de idade.